# Protestantismo nos Estados Unidos

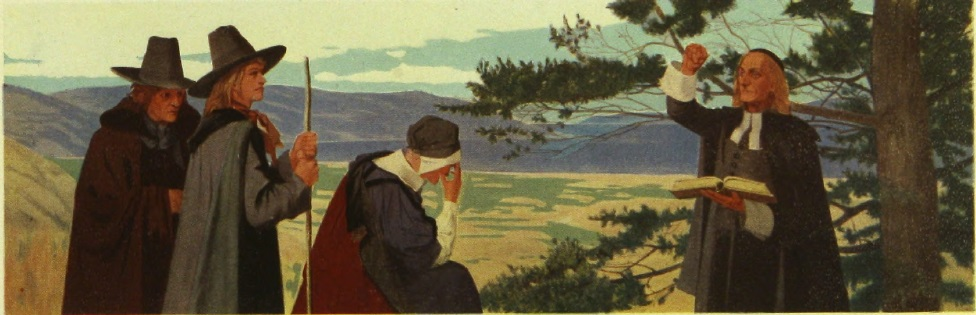
Quadro de 1909.

O protestantismo é o maior grupo religioso nos Estados Unidos, com suas denominações combinadas representando coletivamente cerca de metade da população do país ou 160 milhões de pessoas. Simultaneamente, isso corresponde a cerca de 20% da população protestante total do mundo e 50% da população americana. O protestantismo foi a primeira religião a chegar nos EUA. Os Estados Unidos têm o maior número de protestantes do que qualquer país do mundo. Os batistas representam cerca de um terço dos protestantes americanos. A Convenção Batista do Sul é a maior denominação protestante dos Estados Unidos com um décimo dos protestantes americanos.A história do país é muitas vezes rastreada para os Peregrinos, cujas crenças Brownistas motivaram sua mudança da Inglaterra para o Novo Mundo. Esses dissidentes ingleses, que também eram puritanos e, portanto calvinistas, primeiro se instalaram no que seria a Colônia de Plymouth. A herança calvinista dos Estados Unidos é muitas vezes sublinhada por vários especialistas, pesquisadores e autores, levando alguns a declarar que os Estados Unidos foram "fundados no calvinismo", ao mesmo tempo em que sublinhou seu fundamento excepcional como um país majoritário protestante. O protestantismo americano tem sido diversificado desde o início, com um grande número de primeiros imigrantes sendo anglicanos, vários reformados, luteranos e também anabatistas. Nos próximos séculos, diversificou-se ainda mais com os Grandes despertamentos em todo o país. O protestantismo americano tem uma vitalidade especial, oferecendo uma ampla gama de filiais e sendo indiscutivelmente mais diverso que o de qualquer outro país.
Os protestantes são divididos em muitas denominações diferentes, que geralmente são classificadas como "Tradicionais" ou " evangélicos", embora algumas possam não se encaixar facilmente em qualquer categoria. Algumas denominações historicamente afro-americanas também são classificadas como igrejas negras. O protestantismo sofreu um grande desenvolvimento em solo americano, diversificando-se em múltiplos ramos, denominações, vários movimentos interdenominacionais e relacionados, bem como muitos outros desenvolvimentos. Todos expandiram-se a nível mundial principalmente através do trabalho missionário.
Algumas das primeiras faculdades e universidades na América, incluindo  Harvard,  Yale,  Princeton,  Columbia,  Brown,  Dartmouth,  Williams, Bowdoin College,  Middlebury e  Amherst, todos foram fundados por protestantes, como foram mais tarde  Carleton, Duke University Oberlin, Beloit, Pomona, Rollins e Colorado College também fundadas por protestantes. No geral cerca de 84,2% de todos os prêmios Nobel concedidos a americanos foram conquistados por protestantes.

## Protestantismo Histórico
O protestantismo histórico são as denominações  protestantes que foram trazidas para os Estados Unidos pelos seus grupos históricos de imigrantes; por esta razão, às vezes são referidas como igrejas patrimoniais. As maiores são as igrejas episcopal (inglesa), presbiteriana (escocesa), metodista (inglesa e galês) e luterana (alemã e escandinava).
Muitas denominações principais ensinam que a Bíblia é a palavra de Deus em função, mas tendem a estar abertas a novas ideias e mudanças sociais. Eles foram cada vez mais abertos à ordenação das mulheres. As igrejas principais tendem a pertencer a organizações como o Conselho Nacional de Igrejas e Conselho Mundial de Igrejas.
As denominações protestantes da linha principal, como a Igreja episcopal (Anglicana) (76%), a Igreja Presbiteriana (EUA) (64%), e Igreja Unida de Cristo (46%),   tem o maior número de grau acadêmico e pós-graduação per capita de qualquer outra denominação cristã nos Estados Unidos, bem como a maioria dos American High Class Income Income.
Anglicanos e presbiterianos tendem a ser consideravelmente mais ricos e com uma melhor qualidade de educação do que a maioria dos outros grupos religiosos em americanos, e estão representados desproporcionalmente nos alcances superiores do negócio americano, lei e política, especialmente o  Partido Republicano. Números da maioria famílias ricas e afluentes americanas como Vanderbilts e Astors, Rockefeller, Du Pont, Roosevelt, Forbes, Whitneys, Morgans e Harrimans são famílias protestantes tradicionais.
Lista das principais denominações do protestantismo histórico:
- Igreja Metodista Unida (EUA) 7.931.733 membros (2008) [18]
- Igreja Evangélica Luterana na América 4.709.956 membros (2008) [18]
- Igreja Presbiteriana (EUA) 2.209.546 membros (2007) [19]
- Igreja Episcopal nos Estados Unidos da América (2008) 2,116,749 membros[18]
- American Baptist Churches in the USA 1.358.351 membros (2008) [18]
- Igreja Unida de Cristo 1,145,281 membros (2008) [18]
- Igreja Cristã (Discípulos de Cristo) 691,160 (2008)

O Association of Religion Data Archives também considera estas denominações como principais linhas:
- Sociedade Religiosa dos Amigos (Quakers) 350.000 membros
- Igreja Reformada na América 269,815 membros (2005) [20]
- Conselho Internacional de Igrejas Comunitárias 108.806 membros (2005) [21]
- Associação Nacional de Igrejas Cristãs Congregacionais 65.569 membros (2000) [22]
- Conferência Batista da América do Norte 64.565 membros (2002)
- Associação Universal de Igrejas da Comunidade Metropolitana 44.000 membros (1998) [23]
- Igreja Morávia na América, Província do Norte 24,650 membros (2003) [24]
- Igreja Morávia na América, Província do Sul 21.513 membros (1991) [25]
- Igreja Letã Evangélica Luterana na América 12.000 membros (2007)
- Igrejas Cristãs Congregacionais, (não fazem parte de nenhum órgão nacional de CCC)
- Moravian Church na América, província do Alasca

A Association of Religion Data Archives tem dificuldades em coletar dados sobre denominações tradicionalmente afro-americanas. Essas igrejas mais prováveis de serem identificadas como mainline incluem esses grupos metodistas.
- Igreja Episcopal Metodista Africana
- Igreja Episcopal Metodista Cristã

### Batistas

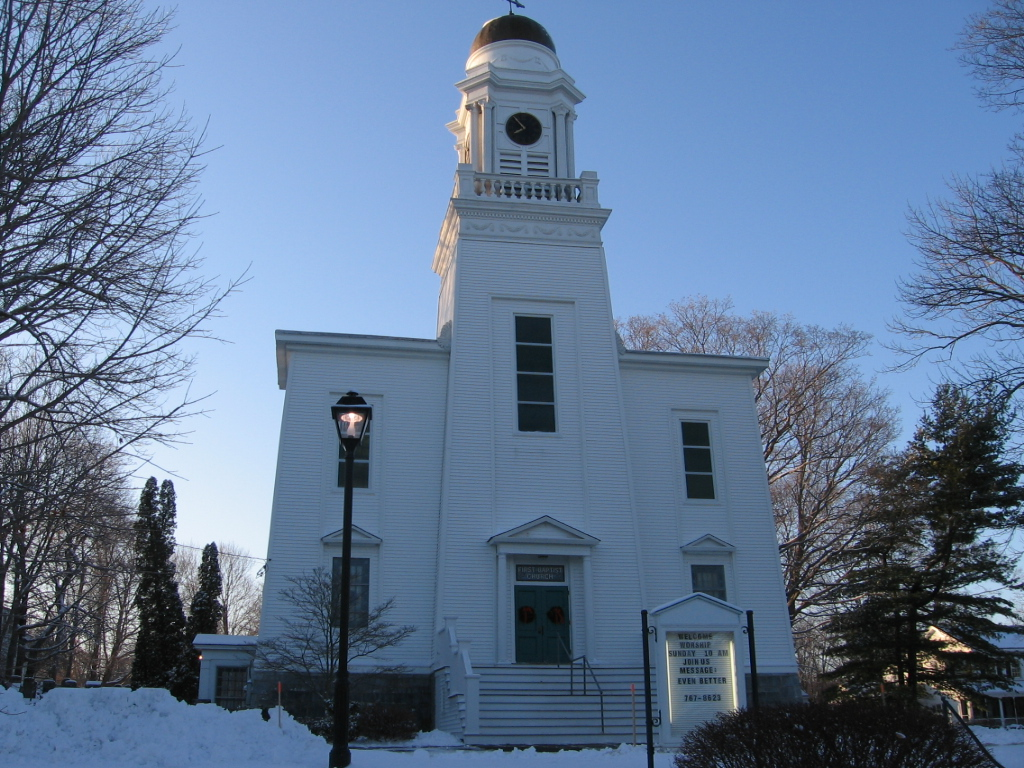
Primeira Igreja Batista, Essex, CT

Os batistas são o maior grupo de protestante nos Estados Unidos. Antes de 1845, a maioria das igrejas batistas brancas eram estritamente afiliadas como a Convenção Trienal. Naquele ano, a maioria das congregações do sul deixou de formar uma nova Convenção Batista do Sul, que agora é a maior denominação protestante nos EUA, com quase 16 milhões de membros. Os membros restantes organizaram o que são as igrejas americanas batistas e incluem 1,3 milhões de membros e 5402 congregações.
Os batistas afro-americanos, excluídos da participação plena em organizações brancas de batismo, formaram várias denominações, das quais as maiores são a Convenção Nacional Batista, com 7,5 milhões de membros e a Convenção Batista Nacional Progressista mais liberal (PNBC), com mais de 2000 igrejas e uma total de 2,5 milhões de pessoas.
Existem numerosos corpos menores, alguns organizados recentemente e outros com longas histórias, como os batistas calvinistas, os batistas gerais, os batistas primitivos, os antigos regulares, os batistas predestinados de duas sementes no espírito, os independentes e os batistas do sétimo dia.
Os batistas estiveram presentes na parte da América do Norte que agora é os Estados Unidos desde o início do século XVII. Tanto Roger Williams quanto John Clarke, seu compatriota trabalhando pela liberdade religiosa, são creditados com a fundação da fé batista na América do Norte.Em 1639, Williams estabeleceu uma igreja batista em Providence, Rhode Island (Primeira Igreja Batista na América) e Clarke começou uma igreja batista em Newport, Rhode Island (atual Primeira Igreja Batista em Newport). De acordo com um historiador batista que pesquisou o assunto, "há muitos debates ao longo dos séculos quanto à questão de saber se a igreja da Providência ou de Newport mereceu o lugar da "primeira" congregação batista na América. Faltam registros exatos para ambas as congregações".

### Luteranos
Com 4,7 milhões de membros, a Igreja Evangélica Luterana na América (ELCA) é a maior denominação luterana americana, seguida pela Igreja Luterana - Sínodo de Missouri (LCMS) com 2,4 milhões de membros e o Sínodo Evangélico Luterano de Wisconsin (WELS) com 410,000 membros. As diferenças entre a Igreja Evangélica Luterana na América (ELCA) e a Igreja Luterana - Sínodo de Missouri (LCMS) surgem principalmente de fatores históricos e culturais, embora alguns sejam de caráter teológico. O ELCA tende a estar mais envolvido em empreendimentos ecumênicos do que o LCMS.
Quando os luteranos vieram para a América do Norte, eles começaram os corpos da igreja que refletiam, até certo ponto, as igrejas deixadas para trás. Muitos mantiveram suas línguas imigrantes até o início do século XX. Eles buscaram pastores do "país antigo" até que padrões para a educação do clero pudessem ser desenvolvidos na América. Eventualmente, os seminários e as faculdades da igreja foram estabelecidos em muitos lugares para servir as igrejas luteranas na América do Norte e, inicialmente, especialmente para preparar pastores para servir congregações.
O LCMS surgiu de imigrantes alemães que fogem da União Prussiana forçada, que se instalou na área de St. Louis e tem uma história contínua desde que foi estabelecida em 1847. O LCMS é o segundo maior órgão da Igreja Luterana na América do Norte (2,7 milhões). Identifica-se como uma igreja com ênfase na doutrina bíblica e adesão fiel às confissões luteranas históricas. A insistencia de alguns líderes da LCMS em uma leitura estrita de todas as passagens da Escritura levou a uma ruptura em meados da década de 1970, o que, por sua vez, resultou na formação da Associação das Igrejas Evangélicas Luteranas, agora parte da ELCA.
Embora suas opiniões fortemente conservadoras sobre teologia e ética possam parecer tornar a LCMS politicamente compatível com outros evangélicos nos EUA, a LCMS como uma organização em grande parte evita a atividade política, em parte por sua estrita compreensão da distinção luterana entre os dois reinos. Contudo, encoraja os seus membros a serem politicamente ativos, e os membros da LCMS freqüentemente estão envolvidos em organizações políticas como os luteranos para a vida.
O primeiro sínodo antecessor da Igreja Evangélica Luterana na América foi constituído em 25 de agosto de 1748, na Filadélfia. Era conhecido como o Ministerium da Pensilvânia e os Estados Adjacentes. A ELCA é o produto de uma série de fusões e representa o maior órgão luterano da igreja norte-americana (4,7 milhões de membros). A ELCA foi criada em 1988 pela união da Igreja Luterana de 2,85 milhões de membros na América, de 2,25 milhões de membros da Igreja Luterana Americana e da Associação de Igrejas Luteranas Evangélicas de 100 mil membros. O ALC e a LCA surgiram no início da década de 1960, como resultado de fusões de oito corpos luteranos menores de base étnica.
A ELCA, através de órgãos da igreja predecessora, é um membro fundador da Federação Luterana Mundial, do Conselho Mundial de Igrejas e do Conselho Nacional de Igrejas dos EUA. O LCMS, mantendo sua posição como um órgão da igreja confessional enfatizando a importância do pleno acordo nos ensinamentos da Bíblia, não pertence a nenhum desses. No entanto, é membro do Conselho Luterano Internacional, formado por mais de 30 Igrejas Luteranas em todo o mundo que apoiam as doutrinas confessionais da Bíblia e do Livro da Concórdia. Os WELS, juntamente com o Sínodo Evangélico Luterano (ELS), fazem parte da Conferência Confessional Confessional Evangélica Luterana (CELC).

### Presbiterianos

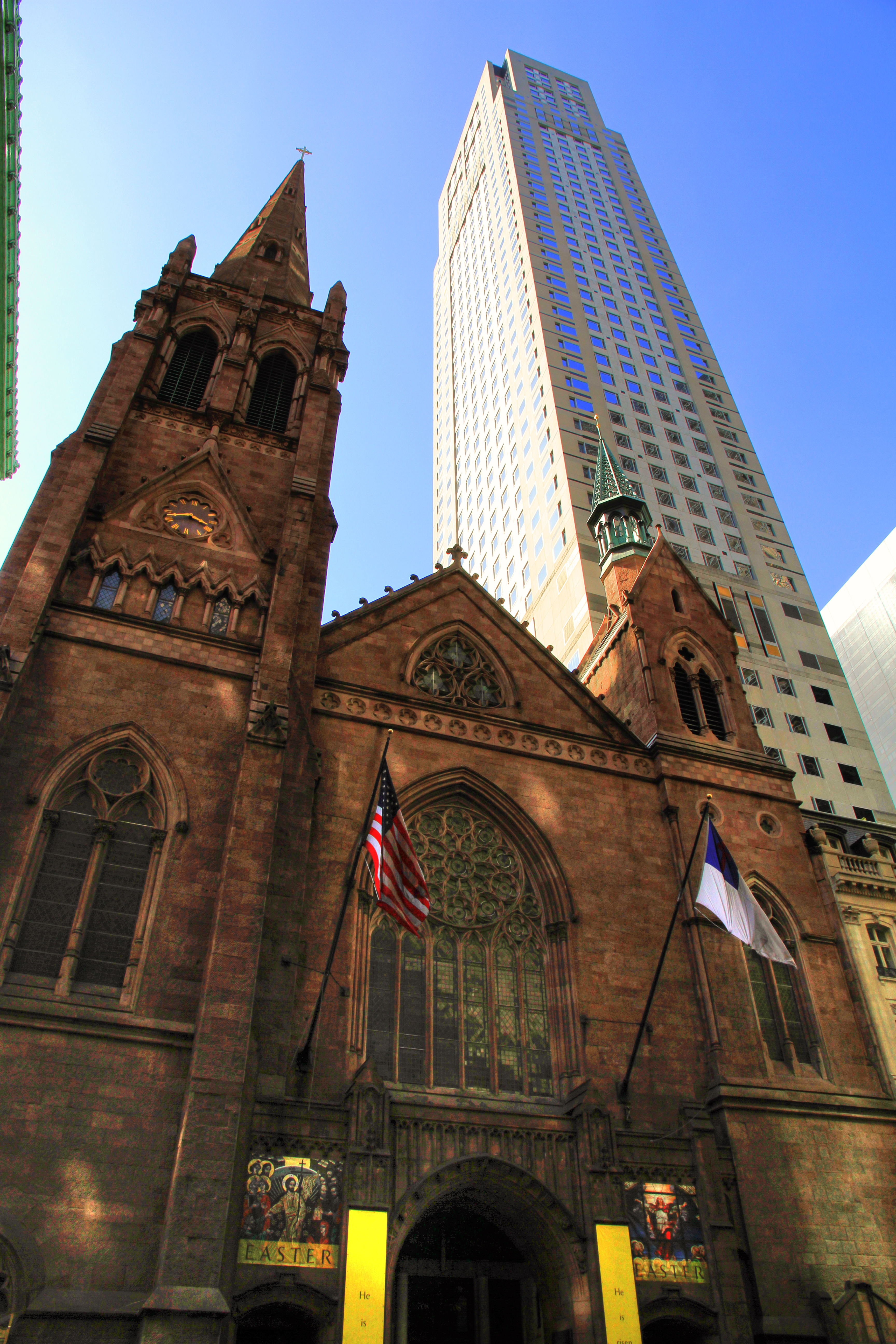
Igreja Presbiteriana em Nova York

O presbiterianismo teve presença nos Estados Unidos desde a época colonial e exerceu uma influência importante sobre a religião e a cultura americanas mais amplas.Na segunda metade do século 17, os presbiterianos estavam imigrando para a América do Norte britânica. Os imigrantes escoceses e escoceses-irlandeses contribuíram para uma forte presença presbiteriana nas colônias do meio, particularmente na Filadélfia. Antes de 1706, no entanto, as congregações presbiterianas ainda não estavam organizadas em presbíteros ou sínodos.
Em 1706, sete ministros liderados por Francis Makemie estabeleceram o primeiro presbitério na América do Norte, o Presbitério de Filadélfia. O presbitério foi criado principalmente para promover a comunidade e a disciplina entre seus membros e apenas gradualmente se tornou um órgão de governo.  Inicialmente, congregações membros estavam localizadas em Nova Jersey, Pensilvânia, Delaware e Maryland. 
Estes primeiros anos foram marcados pelo crescimento à medida que a imigração escocesa-irlandesa aumentava e as congregações puritanas na Nova Inglaterra se juntaram ao presbitério. Como resultado, dois outros presbitérios foram organizados (Long Island e New Castle), resultando na formação do Sínodo de Filadélfia (conhecido como "Sínodo Geral") em 1717. A adesão do Sínodo consistiu em todos os ministros e um ancião de cada congregação. O Presbitério de Londonderry, em New Hampshire, chamado "Presbitério irlandês" porque foi povoado pelos imigrantes do Ulster, foi organizado em 1729.
- Igreja Presbiteriana (EUA) igreja principal tem aproximadamente 2.000.000 de membros e 10.600 congregações. Adotou o Livro da Confissão que inclui a Confissão de Westminster. A sede está em Louisville, Kentucky.
- Igreja Presbiteriana na América calvinista, adere à Confissão de Fé de Westminster. A denominação tem 351.000 membros e 1.771 congregações e várias congregações fora dos Estados Unidos, na Alemanha, Japão, Ilhas Cayman, etc. A sede está localizada em Lawrenceville, Geórgia.
- Igreja Presbiteriana Evangélica (Estados Unidos) tem mais de 410 congregações e 140 000 membros. Adere à Confissão de Westminster.
- Igreja Ortodoxa Presbiteriana foi formada em 1936 sob a influência de John Gresham Machen, tem 30 mil membros.
- Igreja Presbiterária da Bíblia
- Associado Reformado Igreja Presbiteriana
- Igreja Presbiteriana Gratuita na América do Norte
- Igreja Presbiteriana Reformada na América do Norte
- Cumberland Presbyterian Church
- Cumberland Presbyterian Church in America
- Igreja Reformada Livre na América do Norte
- Igreja Reformada na América
- Igreja Reformada Cristã na América do Norte
- Congregações Reformadas de Países Baixos
- Igreja Reformada Húngara na América

## Pentecostalismo
O pentecostalismo é um movimento religioso renovador dentro do protestantismo, que coloca especial ênfase em uma experiência pessoal direta de Deus através do batismo do Espírito Santo. O termo "Pentecostal" é derivado de Pentecostes, um termo grego que descreve o judaico Festa das Semanas. Para os cristãos, este evento comemora a descendência do Espírito Santo e os pentecostais tendem a ver seus movimentos como refletindo o mesmo tipo de poder espiritual, estilos de adoração e ensinamentos que foram encontrados na igreja primitiva.
O pentecostalismo é um termo ''guarda-chuva'' que inclui uma ampla gama de diferentes perspectivas teológicas e organizacionais. Como resultado, não existe uma única organização central ou igreja que direcione o movimento. A maioria dos pentecostais se consideram parte de grupos cristãos mais amplos; por exemplo, a maioria dos pentecostais se identifica como protestantes evangélicos. Muitos abraçam o termo  Evangélico, enquanto outros preferem Restauracionista. O pentecostalismo é teologicamente e historicamente próximo ao Movimento Carismático, pois influenciou significativamente esse movimento; Alguns pentecostais usam os dois termos de forma intercambiável.
Dentro do pentecostalismo clássico, existem três orientações principais: Wesleyano -  Santidade, Vida superior e Oneness. Exemplos de denominações de Wesleyan-Santidade incluem a Igreja de Deus em Cristo (COGIC) e Igreja Internacional da Santidade Pentecostal (IPHC). A Igreja Internacional do Evangelho Quadrangular é um exemplo do ramo da Vida Superior, enquanto as Assembleias de Deus (AG) foram influenciadas por ambos os grupos. Algumas igrejas Oneness Pentecostal (não-tranqüilidade) incluem a Igreja Pentecostal Unida Internacional (UPCI) e Assembleias Pentecostais do Mundo (PATA). Muitas seitas pentecostais estão afiliadas à Conferência Mundial Pentecostal.

### Protestantes Evangélicos
O evangélico é um movimento protestante cristão em que os adeptos consideram suas principais características como uma crença na necessidade de conversão pessoal (ou sendo "nascido de novo"), alguma expressão do evangelho em esforço, um grande respeito pela autoridade bíblica e uma ênfase na morte e ressurreição de Jesus.| David Bebbington tem chamou esses quatro aspectos distintivos " conversão", "ativismo", "biblicismo" e "crucicentrismo", dizendo: "Juntos formam um quadrilátero de prioridades que é a base do Evangelicalismo". Note-se que o termo "evangélico" não é igual ao fundamentalismo cristão, embora este último às vezes seja considerado simplesmente o subconjunto teologicamente mais conservador do primeiro. As principais diferenças dependem em grande parte de pontos de vista sobre como considerar e aproximar as escrituras ("Teologia da Escritura"), bem como interpretar suas implicações de visão de mundo mais amplas. Enquanto a maioria dos evangélicos conservadores acreditam que o rótulo se ampliou muito além de seus distintivos tradicionais mais limitantes, essa tendência é, no entanto, suficientemente forte para criar uma ambiguidade significativa no termo. Como resultado, a dicotomia entre denominações "evangélicas" versus "principais" é cada vez mais complexa (particularmente com inovações como o movimento).
O uso contemporâneo norte-americano do termo é influenciado pela controvérsia evangélica/fundamentalista do início do século XX. O evangelismo às vezes pode ser percebido como o meio termo entre o liberalismo liberalismo liberal das denominações principais e o separatismo cultural do cristianismo fundamentalista.  Embora a percepção norte-americana seja importante para compreender o uso do termo, de modo algum domina uma visão global mais ampla, onde o debate fundamentalista não era tão influente.

## Outros temas

### Protestantismo e educação americana
De acordo com Elite científica: Prêmios Nobel nos Estados Unidos por Harriet Zuckerman, uma revisão dos vencedores dos prêmios nobel americanos concedidos entre 1901 e 1972, 72% dos prêmios americanos laureados identificado a partir do fundo Protestante. No geral, 84,2% de todos os Prêmios Nobel concedidos aos americanos em Prêmio Nobel de Química Química, 60% no  Medicina, e 58,6% em  Física entre 1901 e 1972 foram conquistados pelos protestantes.
Algumas das primeiras faculdades e universidades na América, incluindo  Harvard,  Yale,  Princeton,  Columbia, Brown,  Dartmouth,  Williams, Bowdoin,  Middlebury e  Amherst, todos foram fundados por protestantes, como foram mais tarde  Carleton, Duke Oberlin, Beloit, Pomona, Rollins e Colorado College.